# La Folle Alouette
Pour les articles homonymes, voir Skylark.
Pour plus de détails, voir Fiche technique et Distribution.
La Folle Alouette (Skylark) est un film américain en noir et blanc réalisé par Mark Sandrich, sorti en 1941.

## Synopsis
Approchant de son cinquième anniversaire de mariage, une femme est lassée de voir qu'elle passe toujours en second pour son mari, lequel attache avant tout de l'importance à son travail. C'est alors qu'elle rencontre un séduisant avocat qu'elle fréquente chastement, au début, pour se distraire. Mais leur relation ne tarde pas à prendre un tour plus sérieux.

## Fiche technique
- Titre français : La Folle Alouette
- Titre original : Skylark
- Réalisation : Mark Sandrich
- Scénario : Zion Myers et Allan Scott, d'après le roman Streamlined Heart[1] (1939) de Samson Raphaelson, puis la pièce de théâtre adaptée du roman par l'auteur (1939)
- Musique : Victor Young
- Direction artistique : Roland Anderson et Hans Dreier
- Costumes : Edith Head
- Photographie : Charles Lang
- Montage : LeRoy Stone
- Production : Mark Sandrich
- Société de production : Paramount Pictures
- Pays de production :  États-Unis
- Langue d'origine : anglais américain
- Format : noir et blanc — 35 mm — 1,37:1 — son : mono (Western Electric Mirrophonic Recording)
- Genre : comédie romantique
- Durée : 92 min
- Dates de sortie : 
  - États-Unis : 19 novembre 1941 (première à New York)
  - États-Unis : 21 novembre 1941 (sortie nationale)
  - France : 21 août 1946

## Distribution
- Claudette Colbert : Lydia Kenyon
- Ray Milland : Tony Kenyon
- Brian Aherne : Jim Blake
- Binnie Barnes : Myrtle Vantine
- Walter Abel : George Gore
- Grant Mitchell : Frederick Vantine
- Mona Barrie : Charlette Gorell
- Ernest Cossart : Theodore
- James Rennie : Ned Franklyn
- Irving Bacon : l'employé du ferry
- Warren Hymer : l'homme costaud dans le métro
- Leon Belasco : l'homme aux cheveux longs dans le métro
- Leonard Mudie : un employé de la bijouterie

Acteurs non crédités
- May Boley : la femme corpulente dans le métro
- Margaret Hayes : la réceptionniste
- Armand Kaliz : le bijoutier